# Karavánszeráj

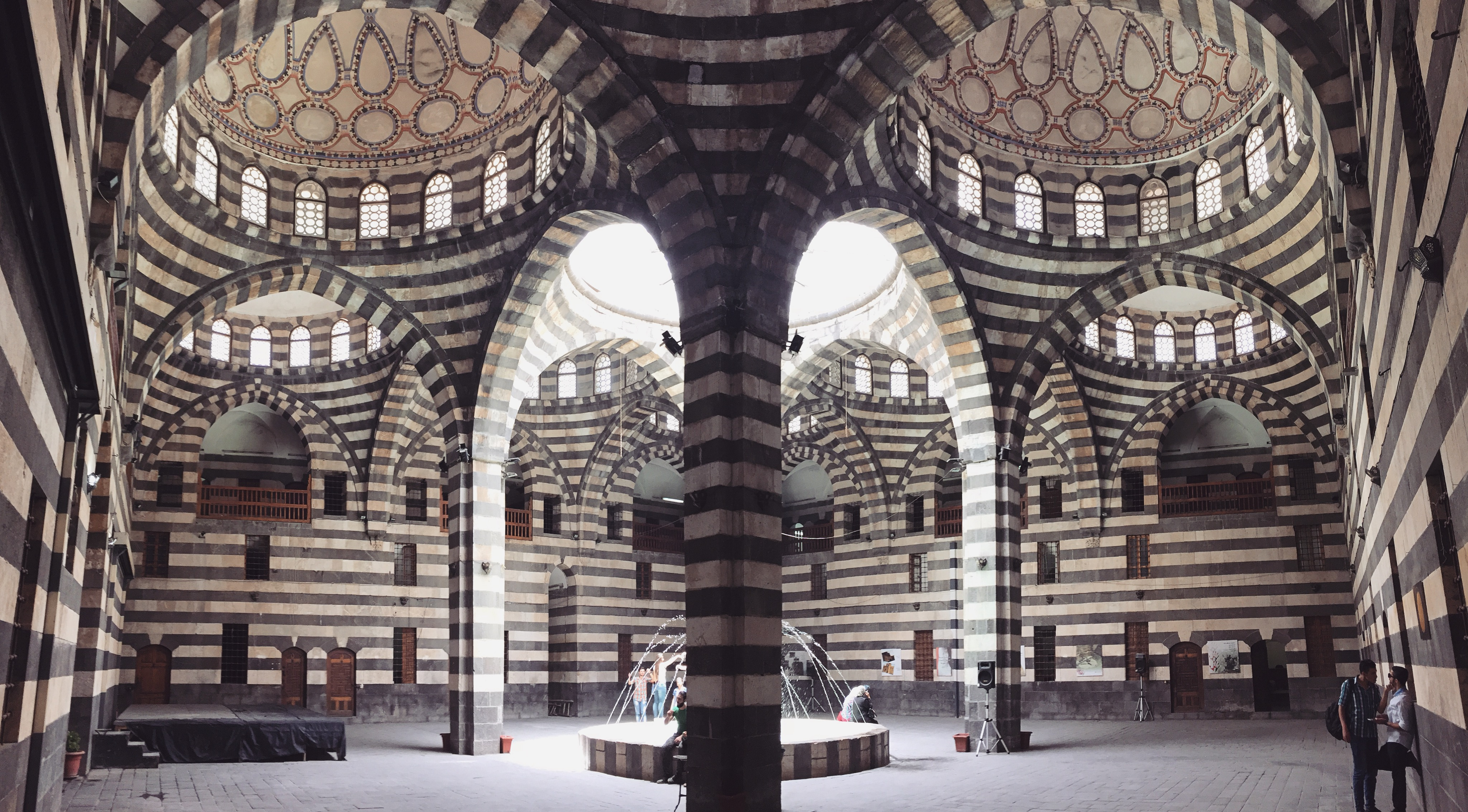
Khan As'ad Pasha (1751-52) in Damascus, Syria

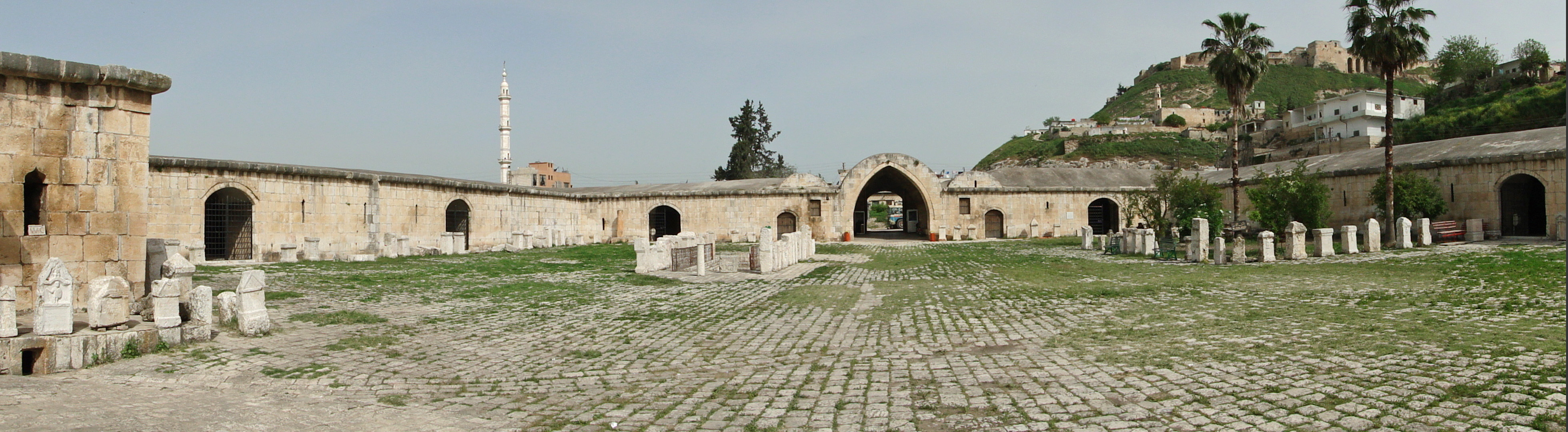
A Qalaat al-Madiq karavánszeráj Szíria északi részén

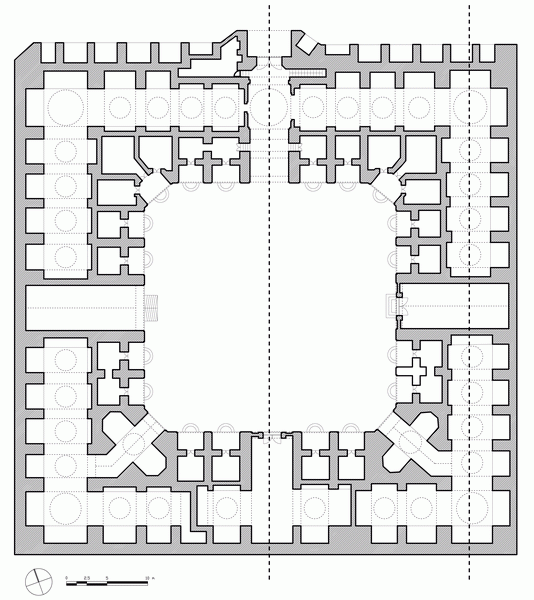
Egy szafavida karavánszeráj alaprajza

A karavánszeráj (perzsául کاروانسرا, törökül Kervansaray) történelmi útszéli fogadó, ahol a karavánok utasai megpihenhettek útjuk során. 
A Közel-Keleten sokszor a török-mongol khan (خان), Bengáliában a katra szót használják. A karavánszerájok támogatták a kereskedelem, információ és emberek áramlását Ázsia, Észak-Afrika és Délkelet-Európa (főként a selyemút) kereskedelmi úthálózata mentén.
Karavánszerájok sűrűn fordultak elő az Óperzsa Birodalom királyi útján. Ez a 2500 kilométer hosszú ókori út Sardistól Susáig húzódott. Nagy városi karavánszerájokat építettek a Grand Trunk Road mentén az Indiai szubkontinensen, főleg Bengália Mughal régiójában.

## Etimológia

### Karavánszeráj
A szó egyéb változatai a caravansary, caravansaray, caravanseray és caravansara. A perzsa Kārwānsarā összetett szó,  a Kārwān (karaván) és sara (palota, zárt udvarral rendelkező épület) szavak összevonásával keletkezett, amihez az óperzsa -yi képzőt adták. Itt a "karaván" kereskedők, zarándokok vagy más utazók olyan csoportját jelzi, akik hosszú utat tesznek meg. 
Számos helységnév származik a sarai szóból: például Mughal Serai, Sarai Alamgir és Sarai Rohilla, és rengeteg egyéb hely is az eredeti "palota" jelentés alapján kapta nevét.

### Khan
A perzsa karavánszerájok városon kívüli nagy állomások voltak. A városokban található fogadók kisebbek voltak,  ezeket hívták khan-nak (خان). A Közel-Keleten a "khan" kifejezés két jelentéssel bír, lehet útmenti fogadó vagy városi fogadó. A törökben a han szó utal ezekre. Ugyanezt a szót használják a bosnyák nyelvben, ami az oszmán megszállás idejéből származik. 

## Építészet
A karavánszerájokat leggyakrabban egy négyszögletű fal vette körül egyetlen kapuval, ami elég nagy volt, hogy felpakolt állatok és szekerek is átférjenek rajta. Az udvar teteje majdnem mindig nyitott volt, a belső falakon pedig standok, öblök, fülkék és kamrák sorakoztak, a kereskedők, azok szolgái, állatai és az árujuk elhelyezésére.
A karavánszerájok vizet biztosítottak az embereknek és állatoknak ivásra, mosdásra és rituális tisztálkodásra. Néha egészen komplex fürdőkkel rendelkeztek. Az állatok számára takarmányt tartottak, és boltok is üzemeltek, ahol az utazók feltölthették a készleteiket, némelyik bolt vásárolt is az utazó kereskedők árukészletéből.